# 卡沙什·佐尔坦
卡沙什·佐尔坦（匈牙利語：Kásás Zoltán，1946年9月15日—），匈牙利男子水球运动员。他曾代表匈牙利国家队参加1972年夏季奥林匹克运动会水球比赛，获得一枚银牌。